# Joseph Ritson
Joseph Ritson (2 de Outubro de 1752 – 23 de Setembro 1803) foi um ensaísta e escritor inglês. 
Compilou e editou baladas antigas, destacando-se Robin Hood: A Collection of All the Ancient Poems, Songs, and Ballads, Now Extant Relative to That Celebrated English Outlaw: To Which are Prefixed Historical Anecdotes of His Life, uma compilação de baladas, romances, peças e anedotas sobre Robin dos Bosques. Segundo Roger Lancelyn Green, foi só depois de Ritson ter feito esse trabalho que Robin dos Bosques entrou realmente na literatura. Compilou também contos de fadas (com dissertações sobre fadas e pigmeus) e lendas sobre o Rei Artur.
Era vegetariano e o seu livro An Essay On Abstinece From Animal Food, As A Moral Duty, publicado em 1802 causou grande polémica.
Era amigo de Walter Scott. 